# Port lotniczy Woroneż
Port lotniczy Woroneż (IATA: VOZ, ICAO: UUOO) − międzynarodowy port lotniczy położony 11 km na północ od Woroneża, w obwodzie woroneskim, w Rosji. Był on głównym hubem linii Polet Airlines.

## Kierunki lotów i linie lotnicze
| Linia lotnicza       | Kierunek                                                                 |
| -------------------- | ------------------------------------------------------------------------ |
| Aerofłot             | 1. Moskwa-Szeremietiewo                                                  |
| Air Dilijans         | 1. Erywań                                                                |
| Avia Traffic Company | 1. Biszkek                                                               |
| AZIMUT               | 1. Mineralne Wody                                                        |
| Azur Air             | Sezonowe czartery: 1. Dubaj-Al Maktoum                                   |
| Ikar                 | 1. Erywań Sezonowo: 1. / Symferopol Sezonowe czartery: 1. Phuket         |
| NordStar             | Sezonowo: 1. Norylsk 2. Soczi                                            |
| Nordwind Airlines    | Sezonowe czartery: 1. Antalya                                            |
| Pobeda               | 1. Moskwa-Wnukowo 2. Sankt Petersburg                                    |
| Red Wings Airlines   | 1. Jekaterynburg                                                         |
| Rossija              | Sezonowe czartery: 1. Antalya                                            |
| RusLine              | 1. Kazań 2. Moskwa-Wnukowo 3. Sankt Petersburg 4. Soczi 5. Jekaterynburg |
| S7 Airlines          | 1. Moskwa-Domodiedowo 2. Nowosybirsk                                     |
| Smartavia            | 1. Sankt Petersburg                                                      |
| Turkish Airlines     | 1. Stambuł                                                               |
| Ural Airlines        | 1. Duszanbe 2. Moskwa-Żukowskij 3. Osz                                   |
| Uzbekistan Airways   | 1. Taszkent                                                              |